# Johannes Angelos Dukas
Johannes Angelos Dukas (mittelgriechisch Ἰωάννης Άγγελος Δούκας; * um 1152; † nach 1222) war ein byzantinischer Aristokrat aus der Dynastie der Angeloi.

## Leben
Johannes war der vermutlich zweitälteste Sohn des Generals Andronikos Angelos Dukas und der Euphrosyne Kastamonitissa. Somit war er väterlicherseits ein Urenkel von Kaiser Alexios I. Komnenos und Irene Dukaina.
Im Sommer 1183 beteiligte sich Johannes zusammen mit seinem Vater und seinen Brüdern Konstantin, Alexios, Theodoros, Andronikos und Isaak an einer Verschwörung gegen Kaiser Andronikos I. Nachdem Isaak Angelos am 11. September 1185 selbst den Thron in Konstantinopel bestiegen hatte, zeichnete er seinen Bruder mit der hohen Würde eines Kaisars aus. 1199 galt Johannes als möglicher Nachfolgekandidat für seinen erkrankten Bruder Alexios III.
Der Zeitpunkt des Todes von Johannes Angelos Dukas ist unbekannt. Epigraphisch belegt ist, dass er den nikäischen Kaiser Theodor I. († 1222) überlebt hat.